# Нафикова, Асия Закуановна
Асия Закуановна Нафикова (9 октября 1932 — 4 февраля 1995) — актриса БАТД имени М. Гафури, народная артистка Башкирской АССР, заслуженная артистка РСФСР. Член Союза театральных деятелей РБ (с 1956 г.)

## Биография
Родилась 9 октября 1932 года в деревне Уразбахтино Чишминского района БАССР. В семья Нафиковых, кроме Асии было ещё семь детей. В 1945 году семья переехала в Уфу. Там Асия окончила уфимскую татарскую школу № 35.
В 1953 году она окончила театральное отделение Уфимского театрально-художественного училища (педагог К. Ф. Гадельшин).
По окончании учёбы работала в Башкирской государственной филармонии, а с 1954 по 1994 год — в Башкирском академическом театре драмы имени Мажита Гафури.
Семья: супруг, Ратмир Сарварович Бадретдинов, народный артист Башкирской АССР, два сына Рашит и Ирик.
Скончалась 4 февраля 1995 года в Уфе, похоронена на Южном кладбище города.

### Роли в театре
В театре БАТД Нафикова А. З. создала образы Мастуры («Неспетая песня»), Туктабики («Похищение девушки»), Минлекай («Страна Айгуль»), Хатимы («Миляуша, Горькая рябина»), Сарби («Башмачки»), Гульбану («Ходжа Насреддин»), Сарби («Башмагым»), Гульбану («Ходжа Насретдин» Н.Исанбета), Бабакина («Иванов» А. П. Чехова), Щеголиха («Мут егет» — «Плут» по пьесе «Лиола» Л.Пиранделло), Розалия («Илай белмәгән катын» — «Женщина, которая не умела плакать» по пьесе «Филумена Мартурано» Э. Де Филиппо) и другие.

## Звания и награды
- Орден «Знак Почёта»
- Заслуженная артистка РСФСР
- Народная артистка Башкирской АССР

## Память
На доме № 102/2, улица Достоевского в Уфе установлена мемориальная доска в честь Нафиковой Асии Закуановны.